# Família Petralifa
Petralifa (em grego: Πετραλ[ε]ίφας; romaniz.: Petraliphas ou Petraleiphas), cuja forma feminina era Petralifena (Πετραλίφαινα), era uma família aristocrática bizantina de descendência italiana.

## História
O ancestral da família era Pedro, um ítalo-normando de Alifa, na moderna Campânia, que foi para o Império Bizantino a serviço de Roberto Guiscardo, mas depois passou a servir Aleixo I Comneno (r. 1081–1118) O mais antigo membro da família nas fontes foi Aleixo Pretralifa que, de acordo com João Cinamo, estava encarregado de uma força militar enviada por Manuel I Comneno (r. 1148–1180) ao seu aliado, o sultão de Rum Quilije Arslã II. De acordo com Sterios Fassoulakis, Aleixo se casou com Ana Raul, uma filha de João Rogério Dalasseno (Raul) e Maria Comnena. Porém, Cinamo relata que Ana era filha de João II Comneno com Piroska da Hungria. Um filho de Aleixo Petralifa e Ana Raul teria supostamente se casado com Helena da Boêmia, que era filha de Frederico da Boêmia e Isabel da Hungria. Isabel, por sua vez, era filha de Géza II da Hungria e Eufrosina de Quieve.
Durante o reinado de Manuel I, Aleixo e Nicéforo Petralifa eram importantes generais. Embora não se saiba o grau de parentesco entre eles, é possível que os dois estejam entre os quatro irmãos Petralifas de Didimoteico relatados por Nicetas Coniates. Uma Teodora Antioquitissa Petralifena é mencionada em um sinete de cerca de 1200.
A família ficou proeminente no final do século XII ou início do século XIII: o sebastocrator João Petralifa, senhor da Tessália e da Macedônia, teve um papel importante na deposição de Isaac II Ângelo (r. 1185–1195 e 1203–1204) em 1195. Outro sebastocrator, Nicéforo Comneno Petralifa, aparece ainda por volta de 1200. A irmã do sebastocrator João, Maria Petralifena, casou-se com o déspota do Epiro e de Tessalônica, Teodoro Comneno Ducas (r. 1215–1230), e sua filha, Teodora Petralifena, casou-se com Miguel II Comneno Ducas (r. 1231–1266/1268).
O filho de João, Teodoro, casou-se com uma filha de Demétrio Tornício, um dos mais importantes ministros de João III Ducas Vatatzes (r. 1221–1254), e teve um papel preponderante nos conflitos niceno-epirotas da década de 1250, desertando primeiro para Niceia e, depois, de volta ao seu cunhado no Epiro. Jorge Acropolita relata ainda um casamento de Aleixo Eslavo, um vassalo do imperador latino Henrique de Flandres (r. 1206–1216) com uma Petralifena não identificada (possivelmente a outra filha chamada Maria de João Petralifa. Um ramo diferente da família aparece no Império de Niceia, onde outro João foi grande cartulário e comandante militar no final da década de 1230.